# Psychotria dallachiana
Psychotria dallachiana är en måreväxtart som beskrevs av George Bentham. Psychotria dallachiana ingår i släktet Psychotria och familjen måreväxter. Inga underarter finns listade i Catalogue of Life.